# Live in the UK 2008
Live in the UK 2008 è un album live dei Paramore. L'album, pubblicato in edizione limitata (appena 1000 copie furono rese disponibili esclusivamente nel Regno Unito), contiene alcuni estratti da tre concerti della band tenutesi a Manchester, Brixton e Birmingham durante l'UK Riot! Tour.

## Tracce

### CD 1
1. For a Pessimist, I'm Pretty Optimistic - 4:33
2. Born for This - 4:12
3. Emergency - 4:52
4. Let This Go - 4:47
5. Fences - 3:47
6. Let the Flames Begin - 6:03
7. When It Rains - 3:37

### CD 2
1. Crushcrushcrush - 3:34
2. Pressure - 4:47
3. Here We Go Again - 3:17
4. That's What You Get - 5:04
5. My Heart - 6:34
6. Decoy - 4:29
7. Misery Business - 3:46

## Formazione
- Hayley Williams – voce, tastiera
- Josh Farro – chitarra solista, voce secondaria, basso in We Are Broken
- Jeremy Davis – basso, percussioni in We Are Broken
- Zac Farro – batteria, percussioni
- Taylor York – chitarra ritmica, glockenspiel in We Are Broken

## Curiosità
- Verso la fine della terza traccia del secondo CD (Here We Go Again) la band esegue una cover della canzone One Armed Scissor degli At the Drive-In.